# Beate Krafft-Schöning
Beate Krafft-Schöning (bis 2007 Beate Schöning, * April 1965 in Göttingen) ist eine deutsche Journalistin und freie Autorin. Seit 1999/2000 recherchiert die Journalistin zum Thema „Sexuelle Gewalt gegen Kinder im Internet“. Mitte 2000 gründete sie die Initiative „NetKids“ und publiziert zum Thema.

## Leben
Beate Krafft-Schöning war vor ihrer Tätigkeit als freie Journalistin und Autorin Redakteurin einer Regionalzeitung in Norddeutschland. Neben „NetKids“ recherchiert die Journalistin seit mehreren Jahren die Problematik kriminell gewordener, ausländischer Jugendlicher und ihrem Umfeld. Krafft-Schöning erarbeitete im Jahr 2001 Chat-Guides für Kinder und Erwachsene. Präventionsfilme, Broschüren und ein Buch für die Aufklärungsarbeit von Kindern und Erwachsenen folgten. Zudem hält die Journalistin bis heute Vorträge, schult Fachpersonal (Lehrer, Polizeibeamte, Erzieher etc.) zum Themenkomplex und arbeitet mit Kindern und Jugendlichen.
Bekannt wurde Krafft-Schöning durch die von ihr seit dem Jahr 2003 für verschiedenen Fernsehformate praktische Veranschaulichung der Vorgehensweise mutmaßlicher Sexualstraftäter, die im Internet Kinder suchen, um diese bei einem Treffen sexuell zu missbrauchen/zu vergewaltigen. Zu diesem Zweck gibt sie sich im Internet als Kind aus und lässt sich auf Date-Angebote ein. Bei einem so zustande kommenden Treffen konfrontiert sie die Chatpartner vor laufender Kamera mit ihren Aussagen sexueller Art gegenüber dem vermeintlichen Kind im Chat. Zwischen 2003 und 2018 „traf“ sie auf diesem Weg über 100 mutmaßliche Sexualstraftäter und sprach mit tausenden Menschen im Internet, die sie als vermeintliches Kind in Chats angesprochen haben. Eines ihrer Projekte war 2010 die Serie Tatort Internet – Schützt endlich unsere Kinder auf RTL II. Die Sendung ist jedoch mehrfach scharf kritisiert worden.
Seit dem Jahr 2011 bis 2020 arbeitet Krafft-Schöning zudem an dem Blog „Mirikomplex“ (WordPress), in dem es vornehmlich um die Themen „Integration“ und „Clan-Kriminalität“ geht. Zu diesem Thema veröffentlichte sie auch 2021/22 mehrere Beiträge im Fachmagazin Sozial Extra.
Nach der von Krafft-Schöning betreuten RTL-Sendung „Punkt 12“ vom 12. Juni 2018 wurde ein 50 Jahre alter Mann in Bremen-Nord zusammengeschlagen und lebensgefährlich verletzt, weil mehrere junge Männer meinten, den Mann aus dem Beitrag der Sendung erkannt zu haben und um Selbstjustiz zu üben. Sowohl Krafft-Schöning als auch der Sender verurteilten diese Tat öffentlich. Die Täter hatten den Mann mit einem in der Sendung gezeigten Mann verwechselt. Weder der Verletzte noch der in der Sendung gezeigte Mann sollen nach Angaben der Behörden in Zusammenhang mit Pädophilie stehen.
Die von Krafft-Schöning ins Leben gerufene Initiative „NetKids“, die im März 2018 eingestellt wurde, setzte sich in erster Linie für die Aufklärung und Präventionsarbeit für Erwachsene und Kinder ein.

## Veröffentlichungen
- Nur ein Mausklick bis zum Grauen: Jugend und Medien. Vistas, Berlin 2007, ISBN 978-3-89158-451-4 (mit Rainer Richard).
- Blutsbande:  Wie aus einer arabischen Großfamilie in Deutschland der berüchtigte „Miri-Clan“ wurde. Eine Insiderin berichtet. riva, München, ISBN 978-3-86883-314-0.
- „Clan“-Frauen In: Sozial Extra. 44, 2020, S. 378–382, doi:10.1007/s12054-020-00334-y.
- Nicht überall ist Bullerbü. In: Sozial Extra. Band 46, Nr. 3, 6. Mai 2022, S. 211–215, doi:10.1007/s12054-022-00492-1.

## Präventionsmittel/-aktionen
- 2000 Chatguide für Kinder, Chat-Guide für Erwachsene (Version 1),
- 2000 Vortragskonzept „Kinder im Internet - Gefahren, die keiner kennt“
- 2001 Workshop-Konzept „NetKidsschule“ für die Präventionsarbeit mit Kindern ab Klasse 5
- 2002 Workshopangebote für Fachpersonal,
- 2003 Präventionsfilm „NetFriends“
- 2004 Präventionsfilm „NetChat“
- 2005 Tatort Chatraum.
- 2007 Nur ein Mausklick bis zum Grauen. Vistas Verlag, Berlin 2007, Autoren Beate Krafft-Schöning und Rainer Richard
- 2010 Tatort Internet. Diva-Film / RTL II, Reporterin
- 2013 Blutsbande. Riva Verlag, München, 2013, Autor Beate Krafft-Schöning